# Julius Eichmann
Julius Eichmann, též Carl Julius Eichmann (8. dubna 1803 nebo 1805 Jena – 12. prosince 1872 Menton), byl rakouský podnikatel v papírenském průmyslu a politik německé národnosti z Čech, v 60. letech 19. století poslanec Českého zemského sněmu.

## Biografie
Byl podnikatelem v papírnickém průmyslu. V období let 1843–1860 byl společníkem papírny Franze Lorenze synové & Eichmann v Hostinném.
Narodil se v Jeně v tamním měšťanské rodině. Otec byl pasířem. Julius odešel do zahraničí. Byl obchodníkem ve Vratislavi, kde se oženil. Od roku 1836 působil jako disponent firmy Schallowetz, Milde & Co. v pražském Císařském mlýně, kde fungovala strojní papírna. Spolupracoval tu s ním Gustav Roeder. Později se osamostatnil a začal podnikat v podkrkonošském Hostinném. Využil starší papírenskou firmu, původně vlastněnou bratry Kieslingovými, od roku 1838 v držení rodiny Lorenzů. Eichmann se v roce 1842 s Lorenzovými domluvil na partnerství a od onoho roku zde fungovala (v objektu bývalého zámku, zvaného též Labský mlýn) firma Franz Lorenz Söhne & Eichmann. Okolo roku 1846 přikoupili moderní papírenský stroj tzv. Schäuffelenského typu. Roku 1849 koupili Eichmann a Franz Lorenz pozemek u města Hostinného, zvaný Michaelovo pole. Zde následně vyrostla nová továrna na papírenské zboží. Původní provoz v Labském mlýně dočasně zastavil požár roku 1856. Po necelých dvou letech ale byl areál obnoven. Spolupráce mezi Eichmannem a Lorenzem se rozpadla roku 1859. 17. září 1859 podepsali Julius Eichmann s Gustavem Roederem na straně jedné a Franz Lorenz na straně druhé smlouvu o rozdělení společné firmy. Eichmann s Roederem nadále vedli továrnu na Michaelově poli. Zajistili její obnovu po požáru roku 1861. I jejich spolupráce se rozpadla a to roku 1865. Eichmann pak založil v Hostinném nástupnickou firmu Eichmann & Co. se svým švagrem Rudolfem Eisenbachem. Rozvoj podniku nepříznivě ovlivnila prusko-rakouská válka a pak povodně, které poničily továrnu.
Po obnovení ústavního systému vlády počátkem 60. let se zapojil i do vysoké politiky. V zemských volbách v Čechách roku 1861 byl zvolen na Český zemský sněm, kde zastupoval kurii obchodních a živnostenských komor, obvod Liberec.
Koncem roku 1872 odjel Eichmann na léčebný pobyt do Mentonu na francouzském pobřeží. Zde zemřel a byl i pochován. V rodinném podnikání pokračoval jeho syn.